# Rachispoda lugubrina
Rachispoda lugubrina är en tvåvingeart som först beskrevs av Zetterstedt 1847.  Rachispoda lugubrina ingår i släktet Rachispoda, och familjen hoppflugor. Arten är reproducerande i Sverige.